# DJ OZMA
DJ OZMA（ディージェイ オズマ、4月26日 - ）は、「氣志團」のヴォーカル兼リーダーの綾小路翔が扮する日本の歌手。所属事務所はソニー・ミュージックアーティスツ。
当初は扮する綾小路翔の「知人」という設定だった。しかし、2013年11月17日放送のトーク番組「おしゃれイズム」（日本テレビ系）に出演した綾小路が「OZMAと同一人物」である事を認めた。
自身がプロデュースする矢島美容室のナオミ・カメリア・ヤジマと容姿が酷似しているが、本人は「偶然似ているだけ」と主張している。
一時期「二代目DJ OZMA」を名乗った人物については#来歴・人物を参照。

## メンバー
DJ OZMA（ボーカル）
金髪のアフロヘアーに大きめのサングラス姿がトレードマーク。名前に「DJ」とついているが、OZMAは演奏行為においてディスクジョッキー及びラップ（トースト）を行うことはない。

### 主なバックダンサー（I♥PARTY PEOPLEより）
PANCHOと夜王はほとんどの楽曲においてボーカルも行っており、ミュージシャンとしてのDJ OZMAは事実上、OZMAにPANCHOと夜王を加えた3人によるプロジェクトとなっている。
PANCHO（ボーカル・バックダンス）
筋肉質な肉体にB系ファッションがトレードマーク。 氣志團の早乙女光に酷似している。
夜王"KING"純一（ボーカル・バックダンス）
ホスト風の容姿がトレードマーク。微熱DANJIの星屑輝矢に酷似している。
- 男性
  - MC MAJI（ラップ） - 氣志團の白鳥雪之丞に酷似している。
  - MC Korea
  - KAZUKI
  - MAMORU
  - TAKUYA
  - HIROKI
  - MINE
  - Choleste（コレステくん）

- 女性
  - AYAMI
  - CHIHARU
  - MIKI
  - MARIKO
  - YUKKO

## 来歴・人物
出身地は東京都港区六本木と自称。幼少時は蔵の中に入れられ、「鉄仮面を19年間かぶり続けて育った」と自称している。
「世界の夜はOZMAに任せろ!」をキャッチコピーに台湾を中心として活動していると自称する、生粋の日本人。自ら音楽制作、イベントなどのプロデュースも手掛けており、ウエアやグッズなどの制作・販売を行うブランド「SMILE LOCOMOTION」をプロデュースしている。
漫画家の長尾謙一郎のファンを公言しており、『ギャラクシー銀座』の帯では「発想の源」といった推薦文を書いている。
ももいろクローバーZのファンである。
2006年8月9日に放送されたスペースシャワーTV「モンスターロック」内にて、一世風靡セピア以来踊っている集団がいないことから、「氣志團全員で踊ろう」と伝えたところ、メンバーに拒絶されたために意固地になってDJ OZMAが生まれたことを明かした。また、「そのころに氣志團として踊れていれば、ゴールデンボンバーよりも先に同じ立ち位置になれたのでは」と悔やんでいた。

### デビュー、初の全国ツアー
- 2000年に韓国、2004年に台湾でデビューした[3]と自称。
- 2006年2月24日、台北市にあるグランドハイアットにて「DJ OZMA 台湾・日本合同デビュー記者会見」を行った。
- 2006年3月1日、「アゲ♂アゲ♂EVERY☆騎士」がYahoo! Taiwanの音楽配信サイトで先行配信スタート。
- 2006年3月22日、「アゲ♂アゲ♂EVERY☆騎士」が発売。
- 2006年3月31日、『ミュージックステーションSPECIAL』(テレビ朝日系)でテレビ初登場を果たす。
- 2006年9月15日、韓国にて「アゲ♂アゲ♂EVERY☆騎士」「One Night」のオリジナル曲を歌う、韓国ヒップホップユニットDJ DOCとのジョイントライブを果たす。
- 2006年11月から12月にかけて、自身初の全国ツアー「DJ OZMA "I ♥ PARTY PEOPLE" TOUR 2006 LUV-XURY（ラブジュアリー）」を開催、東京・代々木第一体育館まで10公演を行った。

### 紅白出場、翌年の活動
- 2006年12月31日、第57回NHK紅白歌合戦に初出場。その時のパフォーマンスが大きな波紋を広げる（#DJ OZMAのパフォーマンス、#紅白騒動とその後へ）。
  - その後、NHK側から番組出演のオファーは一度も無かったが、2007年12月31日の第58回NHK紅白歌合戦の出演メンバーが報道されると、「これ以上オファーを待てない」と勝手に出場辞退したと自称し、12月4日のスポーツ報知で伝えられた[4]。
- 2007年3月、「第44回ゴールデン・アロー賞」音楽賞を受賞。
- 2007年7月6日より、ライブツアー「DJ OZMA "I LOVE PARTY PEOPLE" TOUR 2007 THANK-TUARY（サンクチュアリ）」を開催。

### そして引退へ
- 2008年11月27日、同年をもって引退、槇 精吾（まき せいご）が二代目DJ OZMAを襲名することを発表した[5][6][7]。
- 因みに同年6月には女性問題が一部週刊誌で報じられており、これも引退の一因であったのではないかという意見もある[8]。
- 引退発表から26日後の12月22日には、大晦日開催の「Dynamite!! 〜勇気のチカラ2008〜」（TBS系）のスペシャルプロデューサー就任を発表。同大会でOZMAはボブ・サップとキン肉万太郎の試合をプロデュースした[9]。なお、同試合開始前にOZMAがパフォーマンスを披露、「アゲ♂アゲ♂EVERY☆騎士」などを披露した。

### 引退後
引退後の2009年の動向は依然謎とされているが、OZMAが着用した衣装300着を2月18日にYahoo!オークションに出品することが2月16日、明らかになった。
なお、氣志團の活動は2009年に再開された。自身がプロデュースした『矢島美容室』は2009年以降も活動を続けた。

### 3年ぶりの復活
2011年12月、氣志團の挑戦を受け、これを受ける形で約3年ぶりの新曲となる『珍魂歌』を12月7日にリリースし“復活”を果たす。同日リリースされる氣志團の10周年記念シングル『MY WAY』に“対抗”する形となった。さらに、氣志團のメジャーデビュー10周年を記念ライブツアー『極東ロックンロール・ハイスクール』最終日となる12月21日のZepp Tokyo公演の対バン相手として、氣志團側がOZMAを指名。これに対し、OZMA曰く「もう引退して3年もたつこの俺を担いでツアーのファイナルをやらなきゃいけないなんて、氣志團もいよいよヤバいな…。翔くんの時代はもう終わったし、もう古いんだよ。だから、この俺が氣志團のとどめを刺すことに決めたんだ。俺の方がセールスで勝利したら、氣志團には潔く解散してもらうぜ!!」と息巻いた。
当日、その最終公演にて『おれがあいつであいつがおれで』を引提げ、氣志團との対バンを挙行。なお、この対バンの模様は氣志團のフォトブック『極東ロックンロール・ハイスクール 氣志團VS』（東京ニュース通信社刊）に収められている。
また、そのステージに二代目（上記参照）が出演し、本日限りで「二代目DJ OZMA」を引退すると発表した。綾小路翔はその後も「二代目DJ OZMA」こと槇精吾について言及することがある。

## エピソード

### 紅白騒動とその後
2006年12月31日、『第57回NHK紅白歌合戦』に初出場。事前のスポーツ紙の取材に対し、脱ぎパフォーマンスを行うことを窺わせる発言をした。これに対して北島三郎に「歌で勝負しろ」とたしなめられていたことがスポーツ新聞などで報じられていた。当日のステージは、通常のダンサーメンバーに加え、ピエロが加わり、夜王がマジックを披露。OZMAは演奏途中で消え、ワイヤーに吊るされ、最後は北島三郎と入れ替わるというイリュージョンパフォーマンスを披露した。この時、OZMAと一緒に演じた女性バックダンサーが、カーニバル風衣装の下の水着まで脱ぎ、裸体の描かれたボディースーツで踊るという演出を行った。当時はまだ地上デジタル放送ではなく画質の荒いアナログ放送で視聴している視聴者も多くボディースーツであると気付かない視聴者も多くいたため、視聴者から「本当に裸ではないか？」との問い合わせが即時に寄せられ（放送内で対応できた分が約250件、放送以後1800件。対応できなかった分を含めると数千件以上）、番組内で総合司会のNHK・三宅民夫アナウンサーが「裸ではない」と説明する事態となった。後日、NHK側は記者会見を行い視聴者へ謝罪した（「衣装に関してOZMA側からは説明されていなかった」、「リハーサル時は水着を脱がなかった」などと説明）。所属事務所と東芝EMI（現:ユニバーサルミュージック）はNHKに出向き経緯を説明した。なお、このパフォーマンスのため、紅白歌合戦を録画放送しているハワイの地上波放送局KIKU-TVでは、DJ OZMAの出演部分をカットして放送した（NFLスーパーボウルでのジャネット・ジャクソン胸出し事件で問題になったように、アメリカ合衆国では一般向けテレビ番組の放送コードは日本の比にならないほど厳しいため)。ただし、日本のAVのモザイクはないため、成人向けの放送はノーカットで放映される。
この時使用されたボディースーツは、WAHAHA本舗が舞台で使用していたものからアイデアを得たものであった。WAHAHA本舗に所属しているタレントである久本雅美は、このパフォーマンスを賞賛した。
2007年1月1日未明、NHKより移動しTBS系『CDTVスペシャル』に出演、紅白歌合戦と同様のパフォーマンスを披露した。同年1月4日に、NHK会長橋本元一が新年の挨拶で、この件に触れ謝罪。1月11日に定例記者会見を行い、橋本元一会長がDJ OZMAに対して「現場で使いにくい状況だと思う」と述べた。また、1月10日までにコールセンターへ1,796件苦情があった。
自身のブログで、ファンに対してパフォーマンスの経緯等の説明がなされ、また、NHKの対応に対する怒りを露にし、自身が不満を抱いているNHKの関係者の実名を挙げた。
2007年3月1日に行われた「第44回ゴールデン・アロー賞」授賞式に出席し、騒動後初めて公の場に姿を見せた。その際インタビューで、NHKに対する本音を述べた。同年9月29日に「DJ OZMA "I ♥ PARTY PEOPLE" TOUR2007 THANK-TUARY」の渋谷C.C.Lemonホールでの最終公演の際に、OZMA本人曰く、開演前の会見で「隣のNHKホールを借りに行ったけど、断られた」と告白している。
2008年9月26日、DJ OZMAととんねるずがプロデュースするユニット『矢島美容室』デビュー発表の会見において「目標は紅白出場と東京ドーム7日間公演」と発表。OZMAは「今年の紅白プロデューサーの石原さんにわびを入れたい」と頭を下げた。同じく紅白歌合戦をきっかけにNHK出入り禁止状態であるとんねるずも「まずはNHKと和解したい」「紅白みたいなことがあったら謝ります」と語った。
氣志團についてもこの騒動以降はNHKの番組に直接出演できない状態が続いているが、2012年2月19日にはNHKホールで単独ライブを実施している。また『NHKのど自慢』で出場者が氣志團や綾小路の楽曲を歌うことがある上、氣志團のメンバーのコスプレを行った出場者もいた他、ラジオ番組でレコード演奏されることがあるなど、楽曲に関しては締め出されていない。
2024年3月26日、同日に放送したNHK盛岡放送局製作の夕方ニュース番組『おばんですいわて』に綾小路が出演した。NHK盛岡放送局は同番組の公式ホームページにて、「綾小路の両親が岩手県遠野市出身であることや2011年3月に発生した東日本大震災の後に被災地でチャリティーライブを開催するなど、支援の活動を行っていることから、『ルーツ』である岩手と震災で被災した人達への思いを訊いた」と述べている。これにより、地方局のローカル番組ではあるが、約18年ぶりにNHKの番組に出演したことになった。さらに、2025年6月14日に放送された『うなぎのぼりLAB 〜人が集まる場所に何がある?〜』では、綾小路がNHK本部制作の全国ネット番組に久々に出演した。

## ディスコグラフィー

### シングル
|      | 発売日         | タイトル                  | 規格品番                                                | 備考 |
| ---- | -------------- | ------------------------- | ------------------------------------------------------- | --- |
| 1st  | 2006年3月22日  | アゲ♂アゲ♂EVERY☆騎士      | TOCT-4958:CD+DVD TOCT-4959:CD                           | オリコン4位 韓国の歌手のDJ DOCの「Run to you」（原曲はボニーM「Daddy Cool」）のカバー |
| 2nd  | 2006年7月12日  | 純情 〜スンジョン〜       | TOCT-40006                                              | オリコン8位 韓国の3人組混成グループkoyoteの1998年の楽曲「純情」のカバー。 オリジナルの韓国語の歌詞を空耳で日本語の歌詞に当てている。 この曲は千葉ロッテマリーンズの応援団がチャンステーマに使用しており、PVではマリーンズファンがタオルを回すようにおしぼりを振り回すシーンがある。 DJ OZMAが発表する前に氣志團の【氣志團学園ツアー】の劇中にて、「純情100%」としてS4が披露していた。 カップリング曲は氣志團「朝がくる度」のカバー。 |
| 3rd  | 2006年9月27日  | One Night                 | TOCT-40020                                              | オリコン5位 DJ DOCの2004年の楽曲「One Night」のカバー。 カップリング曲は氣志團「恋人」のカバー。 |
| 4th  | 2007年4月25日  | 疾風迅雷〜命 BOM-BA-YE〜  | TOCT-40097                                              | オリコン14位 韓国のSide-Bの楽曲のカバー。 アントニオ猪木のテーマ曲「炎のファイター」をサンプリングした。 |
| 5th  | 2007年6月13日  | E.YO.NE!!                 | TOCT-40108                                              | オリコン14位 |
| 6th  | 2007年8月1日   | Lie-Lie-Lie               | TOCT-40119                                              | オリコン18位 『劇場版 NARUTO -ナルト- 疾風伝』主題歌 |
| 7th  | 2007年9月19日  | Spiderman                 | TOCT-40140:初回限定盤 TOCT-40141:通常盤                 | オリコン12位 ※初回限定盤はDVD付き MARK FOSTERの同名ユーロビート楽曲のカバー（原曲はVIP MEGA EUROSTAR 3rd Stageなどに収録）。 ボーカルは夜王が担当しOZMAはダンスに専念。 TBS系全国ネット『スーパーサッカーPLUS』テーマソング |
| 8th  | 2007年11月14日 | TOKYO BOOGiE BACK/For You | TOCT-40158                                              | オリコン33位 初の両A面シングル |
| 9th  | 2008年4月16日  | 人気者で行こう!           | TOCT-40196                                              | 東宝配給映画「クレヨンしんちゃん ちょー嵐を呼ぶ 金矛の勇者」主題歌 カップリング曲は「六本木ツンデレラ」トルコ・イスタンブールのサッカークラブチーム・ガラタサライ公式応援ソングの日本語カバー。 |
| 10th | 2008年12月3日  | MASURAO                   | AVCD-31561:Aタイプ AVCD-31562:Bタイプ AVCD-31563:通常盤 | 松竹配給映画「特命係長 只野仁 最後の劇場版」主題歌 |
|      | 2008年12月17日 | I RAVE U feat. DJ OZMA    | AVCD-31548B:CD+DVD AVCD-31549:CD                        | オリコン33位 |
| 11th | 2011年12月7日  | 珍魂歌                    | AVCD-48141B                                             | オリコン67位 |

### アルバム
|      | 発売日                                      | タイトル                                        | 規格品番                                                           | 備考         |
| ---- | ------------------------------------------- | ----------------------------------------------- | ------------------------------------------------------------------ | ------------ |
| 1st  | 2006年11月15日                              | I ♥ PARTY PEOPLE                                | TOCT-26142:初回生産限定盤 TOCT-26143:通常盤                        | オリコン4位  |
| 2nd  | 2007年12月5日                               | I ♥ PARTY PEOPLE 2                              | TOCT-26471:初回生産限定盤 TOCT-26472:通常盤                        | オリコン7位  |
| 3rd  | 2008年12月31日 2009年3月25日                | I ♥ PARTY PEOPLE 3                              | AVCD-23746B:CD+DVD AVCD-23747:CD AVCD-23843B:2CD+2DVD+ボディスーツ | オリコン26位 |
| Best | 2008年12月31日 2012年12月12日 2016年10月5日 | SINGLE COLLECTION -2006 - 2008- 〜A-side trax〜 | TOCT-26755:CD+DVD TOCT-26756:CD TOCT-95159:SHM-CD UPCY-9411:SHM-CD | オリコン58位 |

### DVD
|     | 発売日         | タイトル                                                  | 規格品番     | 備考 |
| --- | -------------- | --------------------------------------------------------- | ------------ | --- |
| 1st | 2006年7月12日  | アゲ♂アゲ♂ENDLESS☆騎士                                    | TOBF-5486    | オリコン6位 『アゲ♂アゲ♂EVERY☆騎士』のミュージッククリップ（通常版、メイキング、他2バージョン） のほか、ダンスマスター、『Roots of AGE♂AGE♂』台湾編・六本木編の全7本を収録。 |
| 2nd | 2007年4月4日   | LUV-XURY                                                  | TOBF-5521    | オリコン7位 |
| 3rd | 2008年3月26日  | 六本木ツンデレラ                                          | TOBF-5554    | オリコン49位 |
| 4th | 2009年03月25日 | DJ OZMA THE FINAL PARTY “OFFO”-OZMA FOREVER FOREVER OZMA- | AVBD-91710/1 | オリコン44位 |

### 参加作品
| 発売日         | タイトル                                                      | 規格品番               | 収録曲 |
| -------------- | ------------------------------------------------------------- | ---------------------- | --- |
| 2005年06月15日 | 氣志團『俺達には土曜日しかない』                              | TOCT-22263             | 「DJオズマのバリバリ★SATURDAY騎士(ナイト)!」part1 「DJオズマのバリバリ★SATURDAY騎士(ナイト)!」part2 「DJオズマのバリバリ★SATURDAY騎士(ナイト)!」part3 |
| 2005年09月07日 | 氣志團『You & Me Song』                                       | TOCT-22264             | 「DJオズマのラヴラヴ☆SATURDAY騎士(ナイト)!《part1 「DJオズマのラヴラヴ☆SATURDAY騎士(ナイト)!《part2 「DJオズマのラヴラヴ☆SATURDAY騎士(ナイト)!《part3 |
| 2009年01月21日 | モバうた                                                      | UPCH-1688              | アゲ♂アゲ♂ EVERY☆騎士 |
| 2009年01月21日 | CDツイン クレヨンしんちゃん TV 映画 主題歌集だゾ              | COCX-35371             | 人気者で行こう! |
| 2009年04月29日 | DJ和『J-ポッパー伝説2 [DJ和 in WHAT's IN? 20th MIX]』         | AICL-20003             | アゲ♂アゲ♂EVERY☆騎士 |
| 2009年04月29日 | ravex『trax』                                                 | AVCD-23790B AVCD-23791 | I RAVE U feat.DJ OZMA |
| 2010年06月30日 | SUMMER SUNSHINE                                               | MHCL-1776              | アゲ♂アゲ♂ EVERY☆騎士 |
| 2010年11月10日 | ピエロとスイカと88ライダー                                    | KICS-1624              | DRINKIN' BOYS |
| 2012年10月31日 | パーティーのうた                                              | MHCL-2169              | アゲ♂アゲ♂ EVERY☆騎士 |
| 2016年07月06日 | 綾小路翔PRESENTS 六本木伝説 ～masurao六本木コンピレーション～ | TYCT-60088             | アゲ♂アゲ♂ EVERY☆騎士 |

## ミュージックビデオ
| 監督   | 曲名 |
| スミス | 「I RAVE U feat.DJ OZMA」「E.YO.NE!!」「Lie-Lie-Lie」「MASURAO」「One Night」「Spiderman」「TOKYO BOOGiE BACK」「アゲ♂アゲ♂EVERY☆騎士」「アゲ♂アゲ♂EVERY☆騎士 アンコール ver. from DVD「LUV-XURY」」「夏も!!アゲ♂アゲ♂EVERY☆騎士〜Take Off Ver.〜」「極［KIWAME］」「疾風迅雷〜命 BOM-BA-YE〜」「純情〜スンジョン〜」「人気者で行こう!」「超!」「珍魂歌」「六本木ツンデレラ」 |
| 不明   | 「For You」「マッチ棒」「白い童話」「DRINKIN'BOYS」「Together」「My Way」 |

## 主なテレビ出演
NHK
- 第57回NHK紅白歌合戦（総合・BS2・BS hi・ラジオ第1、2006年12月31日）
- POP JAM DX→POP JAM（総合テレビ）
  - POP JAM X'masスペシャル DJ OZMAのアゲ♂アゲ♂HOLY☆騎士（ナイト）（NHK総合、2006年12月23日）

- ミュージック・エクスプレス（BS2 第1回放送に出演）

日本テレビ系
- 音楽戦士 MUSIC FIGHTER
- ウタワラ
- THE M - 2008年4月22日（第1回放送）に出演
- 1億3000万人が選ぶベストアーティスト2006（2006年11月29日）
- 行列のできる法律相談所

TBS系
- うたばん
- CDTV
  - CDTVスペシャル年越しプレミアライブ2006-2007（2006年12月31日深夜 - 2007年1月1日未明）

- Dynamite!! 〜勇気のチカラ2008〜（2008年12月31日）- スペシャルプロデューサー
- 月光音楽団

フジテレビ系
- 魁!音楽番付
- HEY!HEY!HEY! MUSIC CHAMP
- 新堂本兄弟
- 僕らの音楽
- FNS歌謡祭（2006年12月6日・2008年12月3日）
- 極悪がんぼ 第6話（2014年5月19日）- 諸子氏武 役

テレビ朝日系
- ミュージックステーション
  - MUSIC STATION SUPER LIVE 2006（2006年12月22日）

## ライブツアー
- DJ OZMA "I ♥ PARTY PEOPLE" TOUR2006 LUV-XURY（ラブジュアリー）（2006年11月30日 - 12月20日、全国10か所）
  1. 11月30日 東京・STUDIO COAST
  2. 12月1日 広島・CLUB QUATTRO
  3. 12月3日 新潟・新潟フェイズ
  4. 12月7日 福岡・Zepp FUKUOKA
  5. 12月8日 大阪・Zepp OSAKA
  6. 12月10日 札幌・Zepp SAPPORO
  7. 12月12日 仙台・Zepp SENDAI
  8. 12月14日 名古屋・Zepp NAGOYA
  9. 12月15日 高知・BAY 5 SQUARE
  10. 12月20日 東京・代々木競技場第一体育館

- DJ OZMA "I ♥ PARTY PEOPLE" TOUR2007 THANK-TUARY(サンクチュアリー)(2007年7月7日 - 9月29日、全国29か所、32公演)
  1. 7月6日 埼玉県・三郷市文化会館
  2. 7月8日 滋賀県立芸術劇場 びわ湖ホール
  3. 7月10日 神戸国際会館こくさいホール
  4. 7月12日 三重県文化会館大ホール
  5. 7月13日 名古屋市民会館大ホール
  6. 7月19日・20日 北海道厚生年金会館
  7. 7月22日 静岡市民文化会館大ホール
  8. 7月23日 福島県文化センター
  9. 7月26日 富山・オーバードホール
  10. 7月27日 石川厚生年金会館
  11. 7月29日 栃木総合文化センター
  12. 8月1日 宮城県民会館
  13. 8月3日 新潟県民会館
  14. 8月6日・7日 大阪厚生年金会館大ホール
  15. 8月9日 福岡サンパレス
  16. 8月17日 なら100年会館大ホール
  17. 8月21日 倉敷市民会館
  18. 8月22日 広島郵便貯金ホール
  19. 8月24日 長崎ブリックホール
  20. 8月25日 鹿児島市民文化ホール
  21. 8月27日 宮崎市民文化ホール
  22. 8月30日 長野県県民文化会館
  23. 9月3日 大宮ソニックシティ大ホール
  24. 9月4日 神奈川県民ホール
  25. 9月6日 香川県県民ホールグランドホール
  26. 9月7日 松山市民会館
  27. 9月13日 大分文化会館
  28. 9月17日 沖縄コンベンションセンター
  29. 9月28日・29日 渋谷C.C.Lemonホール

### 出演イベント
- 2006年07月29日 - HIGHER GROUND 2006
- 2006年08月04日 - ROCK IN JAPAN FESTIVAL 2006
- 2006年08月12日・19日 - a-nation 2006
- 2007年05月26日 - MTV VIDEO MUSIC AWARDS JAPAN 2007
- 2007年08月04日 - ROCK IN JAPAN FESTIVAL 2007
- 2007年10月06日 - てるてるいのち第1章 1億3千万分の300=0ですか?
- 2008年05月03日 - hide memorial summit 2008
- 2008年08月30日 - a-nation 2008
- 2011年12月21日 - 極東ROCK'N'ROLL HIGH SCHOOL 「おれがあいつであいつがおれで」
- 2012年09月16日・17日 - 氣志團万博2012 ～房総ロックンロール・オリンピック～